# Délégation du gouvernement espagnol
La délégation du gouvernement (en espagnol : Delegación del Gobierno) est un organe de l'administration déconcentrée de l'État en Espagne.

## Dispositions normatives

### Base légale
Selon l'article 154 de la Constitution espagnole de 1978, « Un délégué, nommé par le gouvernement, dirigera l'administration de l'État sur le territoire de la communauté autonome et la coordonnera, lorsque cela sera nécessaire, avec l'administration régionale ». Les fonctions des délégués du gouvernement sont précisées par les articles 72 et 73 de la loi relative au régime juridique du secteur public (Ley 40/2015, de 1 de octubre, de Régimen Jurídico del Sector Público) de 2015.

### Compétences
Le délégué du gouvernement assure la direction de la délégation du gouvernement, effectuant la nomination des sous-délégués du gouvernement (Subdelegados del Gobierno) dans chacune des provinces de son ressort, ou des directeurs insulaires (Directores Insulares) pour chaque île des archipels des Canaries et des Baléares. Il remet chaque année un rapport sur le fonctionnement des services publics de l'État et sur son évaluation globale de la situation au gouvernement, par l'intermédiaire du ministère de la Présidence. Il dispose de compétences en matière d'information aux citoyens, de simplification des structures administratives, et d'un pouvoir de sanction en relation avec les affaires relevant de la sécurité publique.
Afin d'améliorer l'exercice de ses fonctions, le délégué du gouvernement dispose d'une commission territoriale d'assistance (Comisión territorial de asistencia al Delegado del Gobierno), existant dans chaque communauté avec au moins deux provinces, ainsi que dans les deux archipels.

### Hiérarchie
Les délégués du gouvernement ont le rang administratif de sous-secrétaire. Ils dépendent organiquement de la présidence du gouvernement. Les délégations du gouvernement sont inscrites à l'organigramme du ministère compétent en matière d'administration territoriale, qui leur donne les instructions précises et nécessaires à la juste coordination de l'administration générale de l'État sur l'ensemble du territoire de l'Espagne. Dans l'exercice de leurs missions relatives à la sécurité publique, leur action est coordonnée par le ministère de l'Intérieur.

## Titulaires

### Territoriaux
Les délégués du gouvernement sont nommés et révoqués par décret (Real Decreto) pris en conseil des ministres sur proposition du président du gouvernement. Le siège de la délégation du gouvernement se trouve dans la ville où siège le gouvernement de la communauté autonome.
| Communauté ou ville autonome | Siège                        | Nom                             | Depuis (le)      |
| ---------------------------- | ---------------------------- | ------------------------------- | ---------------- |
| Andalousie                   | Séville                      | Pedro Fernández Peñalver        | 31 mars 2021     |
| Aragon                       | Saragosse                    | Fernando Ángel Beltrán Blázquez | 14 juin 2023     |
| Asturies                     | Oviedo                       | Adriana Lastra                  | 17 juillet 2024  |
| Îles Baléares                | Palma                        | Alfonso Luis Rodríguez Badal    | 13 décembre 2023 |
| Îles Canaries                | Las Palmas de Gran Canaria   | Anselmo Pestana Padrón          | 12 février 2020  |
| Cantabrie                    | Santander                    | Pedro Casares                   | 30 juillet 2025  |
| Castille-La Manche           | Tolède                       | Milagros Tolón                  | 13 décembre 2023 |
| Castille-et-León             | Valladolid                   | Nicanor Jorge Sen Vélez         | 20 octobre 2021  |
| Catalogne                    | Barcelone                    | Carlos Prieto Gómez             | 29 mars 2023     |
| Ceuta                        | Ceuta                        | Cristina Pérez Valero           | 13 décembre 2023 |
| Estrémadure                  | Badajoz                      | José Luis Quintana Álvarez      | 13 décembre 2023 |
| Galice                       | Saint-Jacques-de-Compostelle | Pedro Blanco Lobeiras           | 14 juin 2023     |
| La Rioja                     | Logroño                      | Beatriz Arraiz Nalda            | 31 août 2022     |
| Communauté de Madrid         | Madrid                       | Fran Martín Aguirre             | 29 mars 2023     |
| Melilla                      | Melilla                      | Sabrina Moh Abdelkader          | 19 juin 2018     |
| Région de Murcie             | Murcie                       | María Dolores Guevara Cava      | 13 décembre 2023 |
| Communauté forale de Navarre | Pampelune                    | Alicia Echeverría Jaime         | 13 décembre 2023 |
| Pays basque                  | Vitoria-Gasteiz              | María Soledad Garmendia Beloqui | 13 mars 2024     |
| Communauté valencienne       | Valence                      | María Pilar Bernabé García      | 28 juin 2022     |

### Administratifs
| Fonctions                 | Ministère | Nom                         | Depuis (le)      |
| ------------------------- | --------- | --------------------------- | ---------------- |
| Plan national des drogues | Santé     | Juan Ramón Villalbí Hereter | 11 novembre 2020 |
| Violence de genre         | Égalité   | Carmen Martínez Perza       | 8 décembre 2023  |